# Torneo Nacional de Ascenso 2009-10
La temporada 2009-10 del Torneo Nacional de Ascenso, segunda categoría del básquet argentino, fue la decimoctava edición desde su implantación. Comenzó a mediados de octubre de 2009 y finalizó en junio de 2010. Lo disputaron 14 equipos.
La temporada estuvo caracterizada por la baja de varios clubes en la pretemporada, quienes vendieron su plaza a otros, y con ello el número de participantes bajo de 16 a 14.

## Modo de disputa
El campeonato estuvo dividido en cuatro fases y otorgó dos ascensos a la Liga Nacional de Básquet 2010/11 y dos descensos a la Primera Nacional "B" 2010/11.
Serie regular
Primera fase
Los catorce equipos participantes se dividieron en dos zonas, Norte y Sur, donde se enfrentaron en duelos de ida y vuelta. Se otorgaron dos puntos por partido ganado y un punto por partido perdido.
Luego se los ordenó en una tabla teniendo en cuenta los resultados de los partidos y los mejores tres de cada zona más el mejor cuarto clasificaron al TNA 1 mientras que los restantes equipos clasificaron al TNA 2.
Segunda fase
Para esta fase, los equipos arrastran la mitad de puntos obtenidos en la fase anterior.
Los siete equipos del TNA 1 compitieron entre sí en duelos de ida y vuelta para clasificar a los cuartos de final. Los cuatro primeros clasificaron a dicha instancia. 
Los siete equipos del TNA 2 compitieron entre sí en duelos de ida y vuelta para no descender. Los dos peores equipos perdieron la categoría.
Ronda campeonato
Reclasificación
Los ocho equipos clasificados de los dos grupos TNA disputaron la reclasificación, donde los cuatro mejores tenían ventaja de localía. La fase fue de llaves de eliminación directa a 5 juegos. 
Eliminación general
A los cuatro ganadores de la reclasificación se les sumaron los cuatro mejores equipos del TNA 1, quienes tenían ventaja de localía. Los ocho equipos se enfrentaron entre sí en llaves de eliminación directa a cinco juegos.
Los dos ganadores de las semifinales se enfrentan para definir al campeón y primer ascendido del campeonato; mientras que los perdedores de clasifican, junto con el perdedor de la final, a la Ronda repechaje.
Ronda repechaje
La disputarán los dos perdedores de las semifinales de la Ronda campeonato y el perdedor de la Final de la misma ronda. Será a 5 partidos.
Semifinal
La disputan los dos perdedores de las semifinales de la Ronda campeonato, el ganador accederá a la final, mientras que el perdedor deja de participar.
Final
La disputan el ganador de la semifinal contra el perdedor de la Final de la Ronda campeonato y definirá al subcampeón y segundo ascenso del torneo. El perdedor deja de participar.

## Equipos participantes

### Ascensos y descensos
| Pos. | Ascendidos de la Primera Nacional "B" |
| ---- | ------------------------------------- |
| 1.º  | Club Ciudad de Bragado                |
| 2.º  | Club Sportivo 9 de Julio              |

| Pos. | Descendidos de la LNB 2008/09 |
| ---- | ----------------------------- |
| 15.º | El Nacional Monte Hermoso     |
| 16.º | Club Sportivo Ben Hur         |

### Cambios de plazas
| Compra plaza                |
| --------------------------- |
| Club Atlético Independiente |
| Club Independiente          |

| Vende plaza                                    |
| ---------------------------------------------- |
| Club Gimnasia y Esgrima La Plata               |
| Institución Cultural y Deportiva Pedro Echagüe |
| Club Central Entrerriano                       |
| Club Sportivo Ben Hur                          |

### Equipos
| Club                                          | Procedencia                 | Pabellón                                              |
| Asociación Italiana de Socorros Mutuos        | Charata, Chaco              | Estadio Antonio Golob                                 |
| Club Atlético Alma Juniors                    | Esperanza, Santa Fe         | Estadio Enzo Scocco                                   |
| Club Atlético Argentino                       | Junín, Buenos Aires         | Héctor "Matrero" D'Annunzio El Fortín de las Morochas |
| Club Atlético, Biblioteca y Mutual San Martín | Marcos Juárez, Córdoba      | Estadio Leonardo Gutiérrez                            |
| Club Ciclista Juninense                       | Junín, Buenos Aires         | Estadio Raúl "Chuni" Merlo                            |
| Club Ciudad de Bragado                        | Bragado, Buenos Aires       | Bragado Club                                          |
| Club San Martín                               | Corrientes, Corrientes      | El Fortín Rojinegro                                   |
| Club Sportivo 9 de Julio                      | Río Tercero, Córdoba        | Estadio José Albert                                   |
| Club Independiente                            | Tandil, Buenos Aires        | Polideportivo Duggan Martignoni                       |
| Club Atlético Independiente                   | Neuquén, Neuquén            | La Caldera                                            |
| Firmat Football Club                          | Firmat, Santa Fe            | Firmat Football Club                                  |
| El Nacional Monte Hermoso                     | Monte Hermoso, Buenos Aires | Polideportivo Municipal                               |
| Oberá Tenis Club                              | Oberá, Misiones             | Oberá Tenis Club                                      |
| San Nicolás Belgrano                          | San Nicolás, Buenos Aires   | Estadio Fortunato Bonelli                             |

## Primera fase

### Zona norte
| Equipo | Equipo                     | PJ | PG | PP | Pts |
| ------ | -------------------------- | -- | -- | -- | --- |
| 1.°    | San Martín (Marcos Juárez) | 12 | 10 | 2  | 22  |
| 2.°    | San Martín (Corrientes)    | 12 | 9  | 3  | 21  |
| 3.°    | 9 de Julio (Río Tercero)   | 12 | 7  | 5  | 19  |
| 4.°    | San Nicolás Belgrano       | 12 | 6  | 6  | 18  |
| 5.°    | Oberá Tenis Club           | 12 | 4  | 8  | 16  |
| 6.°    | Alma Juniors               | 12 | 3  | 9  | 15  |
| 7.°    | Asociación Italiana        | 12 | 3  | 9  | 15  |

|  | Clasificado al TNA 1. |
|  | Clasificado al TNA 2. |

| Fecha 1                     | Fecha 1   | Fecha 1         | Fecha 1                 | Fecha 1      | Fecha 1 | Fecha 1 | Fecha 1 | Fecha 1 | Fecha 1 | Fecha 1 | Fecha 1 |
| Local                       | Resultado | Visitante       | Estadio                 | Fecha        |         |         |         |         |         |         |         |
| --------------------------- | --------- | --------------- | ----------------------- | ------------ | ------- | ------- | ------- | ------- | ------- | ------- | ------- |
| Asociación Italiana         | 60 - 68   | Sp. 9 de Julio  | Antonio Golob           | 9 de octubre |         |         |         |         |         |         |         |
| Oberá                       | 73 - 75   | San Martín (C)  | Hernán "Finito" Hermann | 9 de octubre |         |         |         |         |         |         |         |
| Alma Juniors                | 66 - 86   | San Martín (MJ) | Enzo Scocco             | 9 de octubre |         |         |         |         |         |         |         |
| Libre: San Nicolás Belgrano |           |                 |                         |              |         |         |         |         |         |         |         |

| Fecha 2                        | Fecha 2   | Fecha 2         | Fecha 2           | Fecha 2       | Fecha 2 | Fecha 2 | Fecha 2 | Fecha 2 | Fecha 2 | Fecha 2 | Fecha 2 |
| Local                          | Resultado | Visitante       | Estadio           | Fecha         |         |         |         |         |         |         |         |
| ------------------------------ | --------- | --------------- | ----------------- | ------------- | ------- | ------- | ------- | ------- | ------- | ------- | ------- |
| Asociación Italiana            | 71 - 63   | Alma Juniors    | Antonio Golob     | 15 de octubre |         |         |         |         |         |         |         |
| San Nicolás Belgrano           | 69 - 70   | San Martín (MJ) | Fortunato Bonelli | 16 de octubre |         |         |         |         |         |         |         |
| Sp. 9 de Julio                 | 82 - 71   | Oberá           | José Albert       | 16 de octubre |         |         |         |         |         |         |         |
| Libre: San Martín (Corrientes) |           |                 |                   |               |         |         |         |         |         |         |         |

| Fecha 3                    | Fecha 3   | Fecha 3              | Fecha 3            | Fecha 3       | Fecha 3 | Fecha 3 | Fecha 3 | Fecha 3 | Fecha 3 | Fecha 3 | Fecha 3 |
| Local                      | Resultado | Visitante            | Estadio            | Fecha         |         |         |         |         |         |         |         |
| -------------------------- | --------- | -------------------- | ------------------ | ------------- | ------- | ------- | ------- | ------- | ------- | ------- | ------- |
| Alma Juniors               | 89 - 67   | San Nicolás Belgrano | Enzo Scocco        | 23 de octubre |         |         |         |         |         |         |         |
| Oberá                      | 76 - 82   | Asociación Italiana  | Oberá Tenis Club   | 23 de octubre |         |         |         |         |         |         |         |
| San Martín (MJ)            | 69 - 58   | San Martín (C)       | Leonardo Gutiérrez | 24 de octubre |         |         |         |         |         |         |         |
| Libre: Sportivo 9 de Julio |           |                      |                    |               |         |         |         |         |         |         |         |

| Fecha 4                    | Fecha 4   | Fecha 4              | Fecha 4             | Fecha 4        | Fecha 4 | Fecha 4 | Fecha 4 | Fecha 4 | Fecha 4 | Fecha 4 | Fecha 4 |
| Local                      | Resultado | Visitante            | Estadio             | Fecha          |         |         |         |         |         |         |         |
| -------------------------- | --------- | -------------------- | ------------------- | -------------- | ------- | ------- | ------- | ------- | ------- | ------- | ------- |
| Oberá                      | 79 - 65   | Alma Juniors         | Oberá Tenis Club    | 30 de octubre  |         |         |         |         |         |         |         |
| San Martín (C)             | 80 - 71   | San Nicolás Belgrano | El Fortín Rojinegro | 30 de octubre  |         |         |         |         |         |         |         |
| Sp. 9 de Julio             | 78 - 81   | San Martín (MJ)      | José Albert         | 1 de noviembre |         |         |         |         |         |         |         |
| Libre: Asociación Italiana |           |                      |                     |                |         |         |         |         |         |         |         |

| Fecha 5                 | Fecha 5   | Fecha 5             | Fecha 5            | Fecha 5         | Fecha 5 | Fecha 5 | Fecha 5 | Fecha 5 | Fecha 5 | Fecha 5 | Fecha 5 |
| Local                   | Resultado | Visitante           | Estadio            | Fecha           |         |         |         |         |         |         |         |
| ----------------------- | --------- | ------------------- | ------------------ | --------------- | ------- | ------- | ------- | ------- | ------- | ------- | ------- |
| Alma Juniors            | 66 - 78   | San Martín (C)      | Enzo Scocco        | 6 de noviembre  |         |         |         |         |         |         |         |
| San Nicolás Belgrano    | 83 - 73   | Sp. 9 de Julio      | Fortunato Bonelli  | 11 de noviembre |         |         |         |         |         |         |         |
| San Martín (MJ)         | 86 - 76   | Asociación Italiana | Leonardo Gutiérrez | 11 de noviembre |         |         |         |         |         |         |         |
| Libre: Oberá Tenis Club |           |                     |                    |                 |         |         |         |         |         |         |         |

| Fecha 6             | Fecha 6   | Fecha 6              | Fecha 6          | Fecha 6         | Fecha 6 | Fecha 6 | Fecha 6 | Fecha 6 | Fecha 6 | Fecha 6 | Fecha 6 |
| Local               | Resultado | Visitante            | Estadio          | Fecha           |         |         |         |         |         |         |         |
| ------------------- | --------- | -------------------- | ---------------- | --------------- | ------- | ------- | ------- | ------- | ------- | ------- | ------- |
| Oberá               | 102 - 91  | San Martín (MJ)      | Oberá Tenis Club | 13 de noviembre |         |         |         |         |         |         |         |
| Sp. 9 de Julio      | 71 - 60   | San Martín (C)       | José Albert      | 13 de noviembre |         |         |         |         |         |         |         |
| Asociación Italiana | 74 - 80   | San Nicolás Belgrano | Antonio Golob    | 13 de noviembre |         |         |         |         |         |         |         |
| Libre: Alma Juniors |           |                      |                  |                 |         |         |         |         |         |         |         |

| Fecha 7                           | Fecha 7   | Fecha 7             | Fecha 7             | Fecha 7         | Fecha 7 | Fecha 7 | Fecha 7 | Fecha 7 | Fecha 7 | Fecha 7 | Fecha 7 |
| Local                             | Resultado | Visitante           | Estadio             | Fecha           |         |         |         |         |         |         |         |
| --------------------------------- | --------- | ------------------- | ------------------- | --------------- | ------- | ------- | ------- | ------- | ------- | ------- | ------- |
| Alma Juniors                      | 62 - 74   | Sp. 9 de Julio      | Enzo Scocco         | 18 de noviembre |         |         |         |         |         |         |         |
| San Martín (C)                    | 86 - 69   | Asociación Italiana | El Fortín Rojinegro | 18 de noviembre |         |         |         |         |         |         |         |
| San Nicolás Belgrano              | 81 - 62   | Oberá               | Fortunato Bonelli   | 18 de noviembre |         |         |         |         |         |         |         |
| Libre: San Martín (Marcos Juárez) |           |                     |                     |                 |         |         |         |         |         |         |         |

| Fecha 8                        | Fecha 8   | Fecha 8              | Fecha 8            | Fecha 8         | Fecha 8 | Fecha 8 | Fecha 8 | Fecha 8 | Fecha 8 | Fecha 8 | Fecha 8 |
| Local                          | Resultado | Visitante            | Estadio            | Fecha           |         |         |         |         |         |         |         |
| ------------------------------ | --------- | -------------------- | ------------------ | --------------- | ------- | ------- | ------- | ------- | ------- | ------- | ------- |
| San Martín (MJ)                | 77 - 75   | San Nicolás Belgrano | Leonardo Gutiérrez | 22 de noviembre |         |         |         |         |         |         |         |
| Alma Juniors                   | 78 - 70   | Asociación Italiana  | Enzo Scocco        | 22 de noviembre |         |         |         |         |         |         |         |
| Oberá                          | 70 - 63   | Sp. 9 de Julio       | Oberá Tenis Club   | 22 de noviembre |         |         |         |         |         |         |         |
| Libre: San Martín (Corrientes) |           |                      |                    |                 |         |         |         |         |         |         |         |

| Fecha 9                    | Fecha 9   | Fecha 9         | Fecha 9             | Fecha 9         | Fecha 9 | Fecha 9 | Fecha 9 | Fecha 9 | Fecha 9 | Fecha 9 | Fecha 9 |
| Local                      | Resultado | Visitante       | Estadio             | Fecha           |         |         |         |         |         |         |         |
| -------------------------- | --------- | --------------- | ------------------- | --------------- | ------- | ------- | ------- | ------- | ------- | ------- | ------- |
| Asociación Italiana        | 67 - 51   | Oberá           | Antonio Golob       | 27 de noviembre |         |         |         |         |         |         |         |
| San Nicolás Belgrano       | 97 - 85   | Alma Juniors    | Fortunato Bonelli   | 29 de noviembre |         |         |         |         |         |         |         |
| San Martín (C)             | 67 - 58   | San Martín (MJ) | El Fortín Rojinegro | 30 de noviembre |         |         |         |         |         |         |         |
| Libre: Sportivo 9 de Julio |           |                 |                     |                 |         |         |         |         |         |         |         |

| Fecha 10                   | Fecha 10  | Fecha 10       | Fecha 10           | Fecha 10       | Fecha 10 | Fecha 10 | Fecha 10 | Fecha 10 | Fecha 10 | Fecha 10 | Fecha 10 |
| Local                      | Resultado | Visitante      | Estadio            | Fecha          |          |          |          |          |          |          |          |
| -------------------------- | --------- | -------------- | ------------------ | -------------- | -------- | -------- | -------- | -------- | -------- | -------- | -------- |
| Alma Juniors               | 83 - 79   | Oberá          | Enzo Scocco        | 4 de diciembre |          |          |          |          |          |          |          |
| San Martín (MJ)            | 85 - 79   | Sp. 9 de Julio | Leonardo Gutiérrez | 6 de diciembre |          |          |          |          |          |          |          |
| San Nicolás Belgrano       | 83 - 75   | San Martín (C) | Fortunato Bonelli  | 6 de diciembre |          |          |          |          |          |          |          |
| Libre: Asociación Italiana |           |                |                    |                |          |          |          |          |          |          |          |

| Fecha 11                | Fecha 11  | Fecha 11             | Fecha 11            | Fecha 11        | Fecha 11 | Fecha 11 | Fecha 11 | Fecha 11 | Fecha 11 | Fecha 11 | Fecha 11 |
| Local                   | Resultado | Visitante            | Estadio             | Fecha           |          |          |          |          |          |          |          |
| ----------------------- | --------- | -------------------- | ------------------- | --------------- | -------- | -------- | -------- | -------- | -------- | -------- | -------- |
| Asociación Italiana     | 73 - 75   | San Martín (MJ)      | Antonio Golob       | 11 de diciembre |          |          |          |          |          |          |          |
| Sp. 9 de Julio          | 86 - 69   | San Nicolás Belgrano | José Albert         | 11 de diciembre |          |          |          |          |          |          |          |
| San Martín (C)          | 82 - 72   | Alma Juniors         | El Fortín Rojinegro | 12 de diciembre |          |          |          |          |          |          |          |
| Libre: Oberá Tenis Club |           |                      |                     |                 |          |          |          |          |          |          |          |

| Fecha 12             | Fecha 12  | Fecha 12            | Fecha 12            | Fecha 12        | Fecha 12 | Fecha 12 | Fecha 12 | Fecha 12 | Fecha 12 | Fecha 12 | Fecha 12 |
| Local                | Resultado | Visitante           | Estadio             | Fecha           |          |          |          |          |          |          |          |
| -------------------- | --------- | ------------------- | ------------------- | --------------- | -------- | -------- | -------- | -------- | -------- | -------- | -------- |
| San Nicolás Belgrano | 91 - 84   | Asociación Italiana | Fortunato Bonelli   | 15 de diciembre |          |          |          |          |          |          |          |
| San Martín (MJ)      | 51 - 44   | Oberá               | Leonardo Gutiérrez  | 16 de diciembre |          |          |          |          |          |          |          |
| San Martín (C)       | 82 - 61   | Sp. 9 de Julio      | El Fortín Rojinegro | 16 de diciembre |          |          |          |          |          |          |          |
| Libre: Alma Juniors  |           |                     |                     |                 |          |          |          |          |          |          |          |

| Fecha 13                          | Fecha 13  | Fecha 13             | Fecha 13         | Fecha 13   | Fecha 13 | Fecha 13 | Fecha 13 | Fecha 13 | Fecha 13 | Fecha 13 | Fecha 13 |
| Local                             | Resultado | Visitante            | Estadio          | Fecha      |          |          |          |          |          |          |          |
| --------------------------------- | --------- | -------------------- | ---------------- | ---------- | -------- | -------- | -------- | -------- | -------- | -------- | -------- |
| Oberá                             | 88 - 71   | San Nicolás Belgrano | Oberá Tenis Club | 6 de enero |          |          |          |          |          |          |          |
| Asociación Italiana               | 73 - 85   | San Martín (C)       | Antonio Golob    | 6 de enero |          |          |          |          |          |          |          |
| Sp. 9 de Julio                    | 88 - 80   | Alma Juniors         | José Albert      | 6 de enero |          |          |          |          |          |          |          |
| Libre: San Martín (Marcos Juárez) |           |                      |                  |            |          |          |          |          |          |          |          |

| Fecha 14                    | Fecha 14  | Fecha 14            | Fecha 14            | Fecha 14    | Fecha 14 | Fecha 14 | Fecha 14 | Fecha 14 | Fecha 14 | Fecha 14 | Fecha 14 |
| Local                       | Resultado | Visitante           | Estadio             | Fecha       |          |          |          |          |          |          |          |
| --------------------------- | --------- | ------------------- | ------------------- | ----------- | -------- | -------- | -------- | -------- | -------- | -------- | -------- |
| San Martín (MJ)             | 86 - 79   | Alma Juniors        | Leonardo Gutiérrez  | 12 de enero |          |          |          |          |          |          |          |
| San Martín (C)              | 69 - 65   | Oberá               | El Fortín Rojinegro | 12 de enero |          |          |          |          |          |          |          |
| Sp. 9 de Julio              | 97 - 87   | Asociación Italiana | José Albert         | 12 de enero |          |          |          |          |          |          |          |
| Libre: San Nicolás Belgrano |           |                     |                     |             |          |          |          |          |          |          |          |

### Zona sur
| Equipo | Equipo                    | PJ | PG | PP | Pts |
| ------ | ------------------------- | -- | -- | -- | --- |
| 1.°    | Ciudad de Bragado         | 12 | 8  | 4  | 20  |
| 2.°    | Argentino (Junín)1        | 11 | 6  | 5  | 19  |
| 3.°    | Ciclista Juninense2       | 11 | 6  | 5  | 19  |
| 4.°    | El Nacional Monte Hermoso | 12 | 7  | 5  | 19  |
| 5.°    | Firmat FBC                | 12 | 5  | 7  | 17  |
| 6.°    | Independiente (Tandil)1 2 | 10 | 3  | 7  | 15  |
| 7.°    | Independiente (Neuquén)   | 10 | 4  | 6  | 14  |

|  | Clasificado al TNA 1. |
|  | Clasificado al TNA 2. |

1: El partido entre Argentino de Junín e Independiente de Tandil correspondiente a la decimosegunda fecha no se disputó ya que el conjunto tandilense viajó con menos jugadores de los que estipula el reglamento.

2: Tanto Ciclista Juninense como Independiente de Tandil tenían que jugar contra Independiente de Neuquén, sin embargo, ante la baja de este último, se le dieron los partidos ganados y los dos puntos a ambos.

| Fecha 1                       | Fecha 1   | Fecha 1           | Fecha 1                 | Fecha 1      | Fecha 1 | Fecha 1 | Fecha 1 | Fecha 1 | Fecha 1 | Fecha 1 | Fecha 1 |
| Local                         | Resultado | Visitante         | Estadio                 | Fecha        |         |         |         |         |         |         |         |
| ----------------------------- | --------- | ----------------- | ----------------------- | ------------ | ------- | ------- | ------- | ------- | ------- | ------- | ------- |
| Ciudad de Bragado             | 87 - 82   | Argentino (J)     | Bragado Club            | 8 de octubre |         |         |         |         |         |         |         |
| El Nacional MH                | 68 - 70   | Firmat FBC        | Polideportivo Municipal | 9 de octubre |         |         |         |         |         |         |         |
| Ciclista Juninense            | 64 - 62   | Independiente (N) | Raúl "Chuni" Merlo      | 9 de octubre |         |         |         |         |         |         |         |
| Libre: Independiente (Tandil) |           |                   |                         |              |         |         |         |         |         |         |         |

| Fecha 2                   | Fecha 2   | Fecha 2           | Fecha 2           | Fecha 2       | Fecha 2 | Fecha 2 | Fecha 2 | Fecha 2 | Fecha 2 | Fecha 2 | Fecha 2 |
| Local                     | Resultado | Visitante         | Estadio           | Fecha         |         |         |         |         |         |         |         |
| ------------------------- | --------- | ----------------- | ----------------- | ------------- | ------- | ------- | ------- | ------- | ------- | ------- | ------- |
| Independiente (T)         | 72 - 102  | El Nacional MH    | Duggan Martignoni | 16 de octubre |         |         |         |         |         |         |         |
| Independiente (N)         | 76 - 64   | Ciudad de Bragado | La Caldera        | 16 de octubre |         |         |         |         |         |         |         |
| Argentino (J)             | 75 - 63   | Firmat FBC        | Héctor D'Annunzio | 16 de octubre |         |         |         |         |         |         |         |
| Libre: Ciclista Juninense |           |                   |                   |               |         |         |         |         |         |         |         |

| Fecha 3                  | Fecha 3   | Fecha 3           | Fecha 3                 | Fecha 3       | Fecha 3 | Fecha 3 | Fecha 3 | Fecha 3 | Fecha 3 | Fecha 3 | Fecha 3 |
| Local                    | Resultado | Visitante         | Estadio                 | Fecha         |         |         |         |         |         |         |         |
| ------------------------ | --------- | ----------------- | ----------------------- | ------------- | ------- | ------- | ------- | ------- | ------- | ------- | ------- |
| El Nacional MH           | 72 - 61   | Argentino (J)     | Polideportivo Municipal | 23 de octubre |         |         |         |         |         |         |         |
| Firmat FBC               | 52 - 61   | Independiente (N) | Firmat Football Club    | 23 de octubre |         |         |         |         |         |         |         |
| Ciclista Juninense       | 72 - 62   | Independiente (T) | Raúl "Chuni" Merlo      | 23 de octubre |         |         |         |         |         |         |         |
| Libre: Ciudad de Bragado |           |                   |                         |               |         |         |         |         |         |         |         |

| Fecha 4                     | Fecha 4   | Fecha 4           | Fecha 4            | Fecha 4       | Fecha 4 | Fecha 4 | Fecha 4 | Fecha 4 | Fecha 4 | Fecha 4 | Fecha 4 |
| Local                       | Resultado | Visitante         | Estadio            | Fecha         |         |         |         |         |         |         |         |
| --------------------------- | --------- | ----------------- | ------------------ | ------------- | ------- | ------- | ------- | ------- | ------- | ------- | ------- |
| Ciclista Juninense          | 51 - 56   | El Nacional MH    | Raúl "Chuni" Merlo | 30 de octubre |         |         |         |         |         |         |         |
| Independiente (T)           | 58 - 72   | Ciudad de Bragado | Duggan Martignoni  | 30 de octubre |         |         |         |         |         |         |         |
| Independiente (N)           | 62 - 63   | Argentino (J)     | La Caldera         | 30 de octubre |         |         |         |         |         |         |         |
| Libre: Firmat Football Club |           |                   |                    |               |         |         |         |         |         |         |         |

| Fecha 5                  | Fecha 5   | Fecha 5            | Fecha 5                 | Fecha 5        | Fecha 5 | Fecha 5 | Fecha 5 | Fecha 5 | Fecha 5 | Fecha 5 | Fecha 5 |
| Local                    | Resultado | Visitante          | Estadio                 | Fecha          |         |         |         |         |         |         |         |
| ------------------------ | --------- | ------------------ | ----------------------- | -------------- | ------- | ------- | ------- | ------- | ------- | ------- | ------- |
| Firmat FBC               | 88 - 70   | Independiente (T)  | Firmat Football Club    | 6 de noviembre |         |         |         |         |         |         |         |
| Ciudad de Bragado        | 80 - 75   | Ciclista Juninense | Bragado Club            | 6 de noviembre |         |         |         |         |         |         |         |
| El Nacional MH           | 76 - 64   | Independiente (N)  | Polideportivo Municipal | 7 de noviembre |         |         |         |         |         |         |         |
| Libre: Argentino (Junín) |           |                    |                         |                |         |         |         |         |         |         |         |

| Fecha 6                        | Fecha 6   | Fecha 6              | Fecha 6            | Fecha 6         | Fecha 6 | Fecha 6 | Fecha 6 | Fecha 6 | Fecha 6 | Fecha 6 | Fecha 6 |
| Local                          | Resultado | Visitante            | Estadio            | Fecha           |         |         |         |         |         |         |         |
| ------------------------------ | --------- | -------------------- | ------------------ | --------------- | ------- | ------- | ------- | ------- | ------- | ------- | ------- |
| Ciudad de Bragado              | 80 - 68   | El Nacional MH       | Bragado Club       | 13 de noviembre |         |         |         |         |         |         |         |
| Independiente (T)              | 82 - 67   | Argentino (J)        | Duggan Martignoni  | 13 de noviembre |         |         |         |         |         |         |         |
| Ciclista Juninense             | 75 - 71   | Firmat Football Club | Raúl "Chuni" Merlo | 13 de noviembre |         |         |         |         |         |         |         |
| Libre: Independiente (Neuquén) |           |                      |                    |                 |         |         |         |         |         |         |         |

| Fecha 7                          | Fecha 7   | Fecha 7            | Fecha 7              | Fecha 7         | Fecha 7 | Fecha 7 | Fecha 7 | Fecha 7 | Fecha 7 | Fecha 7 | Fecha 7 |
| Local                            | Resultado | Visitante          | Estadio              | Fecha           |         |         |         |         |         |         |         |
| -------------------------------- | --------- | ------------------ | -------------------- | --------------- | ------- | ------- | ------- | ------- | ------- | ------- | ------- |
| Independiente (N)                | 79 - 64   | Independiente (T)  | La Caldera           | 18 de noviembre |         |         |         |         |         |         |         |
| Argentino (J)                    | 59 - 41   | Ciclista Juninense | Héctor D'Annunzio    | 18 de noviembre |         |         |         |         |         |         |         |
| Firmat FBC                       | 71 - 72   | Ciudad de Bragado  | Firmat Football Club | 18 de noviembre |         |         |         |         |         |         |         |
| Libre: El Nacional Monte Hermoso |           |                    |                      |                 |         |         |         |         |         |         |         |

| Fecha 8                   | Fecha 8   | Fecha 8           | Fecha 8                 | Fecha 8         | Fecha 8 | Fecha 8 | Fecha 8 | Fecha 8 | Fecha 8 | Fecha 8 | Fecha 8 |
| Local                     | Resultado | Visitante         | Estadio                 | Fecha           |         |         |         |         |         |         |         |
| ------------------------- | --------- | ----------------- | ----------------------- | --------------- | ------- | ------- | ------- | ------- | ------- | ------- | ------- |
| Firmat FBC                | 76 - 73   | Argentino (J)     | Firmat Football Club    | 22 de noviembre |         |         |         |         |         |         |         |
| El Nacional MH            | 103 - 80  | Independiente (T) | Polideportivo Municipal | 22 de noviembre |         |         |         |         |         |         |         |
| Ciudad de Bragado         | 98 - 96   | Independiente (N) | Bragado Club            | 22 de noviembre |         |         |         |         |         |         |         |
| Libre: Ciclista Juninense |           |                   |                         |                 |         |         |         |         |         |         |         |

| Fecha 9                  | Fecha 9   | Fecha 9            | Fecha 9           | Fecha 9         | Fecha 9 | Fecha 9 | Fecha 9 | Fecha 9 | Fecha 9 | Fecha 9 | Fecha 9 |
| Local                    | Resultado | Visitante          | Estadio           | Fecha           |         |         |         |         |         |         |         |
| ------------------------ | --------- | ------------------ | ----------------- | --------------- | ------- | ------- | ------- | ------- | ------- | ------- | ------- |
| Independiente (N)        | 68 - 70   | Firmat FBC         | La Caldera        | 27 de noviembre |         |         |         |         |         |         |         |
| Argentino (J)            | 78 - 64   | El Nacional MH     | Héctor D'Annunzio | 27 de noviembre |         |         |         |         |         |         |         |
| Independiente (T)        | 76 - 73   | Ciclista Juninense | Duggan Martignoni | 27 de noviembre |         |         |         |         |         |         |         |
| Libre: Ciudad de Bragado |           |                    |                   |                 |         |         |         |         |         |         |         |

| Fecha 10                    | Fecha 10  | Fecha 10           | Fecha 10                | Fecha 10       | Fecha 10 | Fecha 10 | Fecha 10 | Fecha 10 | Fecha 10 | Fecha 10 | Fecha 10 |
| Local                       | Resultado | Visitante          | Estadio                 | Fecha          |          |          |          |          |          |          |          |
| --------------------------- | --------- | ------------------ | ----------------------- | -------------- | -------- | -------- | -------- | -------- | -------- | -------- | -------- |
| Argentino (J)               | 76 - 68   | Independiente (N)  | Héctor D'Annunzio       | 4 de diciembre |          |          |          |          |          |          |          |
| El Nacional MH              | 72 - 64   | Ciclista Juninense | Polideportivo Municipal | 5 de diciembre |          |          |          |          |          |          |          |
| Ciudad de Bragado           | 80 - 79   | Independiente (T)  | Bragado Club            | 7 de diciembre |          |          |          |          |          |          |          |
| Libre: Firmat Football Club |           |                    |                         |                |          |          |          |          |          |          |          |

| Fecha 11                 | Fecha 11  | Fecha 11          | Fecha 11           | Fecha 11        | Fecha 11 | Fecha 11 | Fecha 11 | Fecha 11 | Fecha 11 | Fecha 11 | Fecha 11 |
| Local                    | Resultado | Visitante         | Estadio            | Fecha           |          |          |          |          |          |          |          |
| ------------------------ | --------- | ----------------- | ------------------ | --------------- | -------- | -------- | -------- | -------- | -------- | -------- | -------- |
| Independiente (N)        | 87 - 80   | El Nacional MH    | La Caldera         | 11 de diciembre |          |          |          |          |          |          |          |
| Independiente (T)        | 83 - 76   | Firmat FBC        | Duggan Martingnoni | 11 de diciembre |          |          |          |          |          |          |          |
| Ciclista Juninense       | 88 - 74   | Ciudad de Bragado | Raúl "Chuni" Merlo | 12 de diciembre |          |          |          |          |          |          |          |
| Libre: Argentino (Junín) |           |                   |                    |                 |          |          |          |          |          |          |          |

| Fecha 12                       | Fecha 12  | Fecha 12           | Fecha 12                | Fecha 12        | Fecha 12 | Fecha 12 | Fecha 12 | Fecha 12 | Fecha 12 | Fecha 12 | Fecha 12 |
| Local                          | Resultado | Visitante          | Estadio                 | Fecha           |          |          |          |          |          |          |          |
| ------------------------------ | --------- | ------------------ | ----------------------- | --------------- | -------- | -------- | -------- | -------- | -------- | -------- | -------- |
| El Nacional MH                 | 79 - 73   | Ciudad de Bragado  | Polideportivo Municipal | 16 de diciembre |          |          |          |          |          |          |          |
| Firmat FBC                     | 62 - 72   | Ciclista Juninense | Firmat Football Club    | 16 de diciembre |          |          |          |          |          |          |          |
| Argentino (J)                  | 20 - 0    | Independiente (T)  | Héctor D'Annunzio       | 16 de diciembre |          |          |          |          |          |          |          |
| Libre: Independiente (Neuquén) |           |                    |                         |                 |          |          |          |          |          |          |          |

| Fecha 13                         | Fecha 13  | Fecha 13          | Fecha 13           | Fecha 13   | Fecha 13 | Fecha 13 | Fecha 13 | Fecha 13 | Fecha 13 | Fecha 13 | Fecha 13 |
| Local                            | Resultado | Visitante         | Estadio            | Fecha      |          |          |          |          |          |          |          |
| -------------------------------- | --------- | ----------------- | ------------------ | ---------- | -------- | -------- | -------- | -------- | -------- | -------- | -------- |
| Ciclista Juninense               | 83 - 77   | Argentino (J)     | Raúl "Chuni" Merlo | 5 de enero |          |          |          |          |          |          |          |
| Independiente (T)                | 20 - 0    | Independiente (N) | Duggan Martignoni  | 6 de enero |          |          |          |          |          |          |          |
| Ciudad de Bragado                | 98 - 80   | Firmat FBC        | Bragado Club       | 6 de enero |          |          |          |          |          |          |          |
| Libre: El Nacional Monte Hermoso |           |                   |                    |            |          |          |          |          |          |          |          |

| Fecha 14                      | Fecha 14  | Fecha 14           | Fecha 14             | Fecha 14    | Fecha 14 | Fecha 14 | Fecha 14 | Fecha 14 | Fecha 14 | Fecha 14 | Fecha 14 |
| Local                         | Resultado | Visitante          | Estadio              | Fecha       |          |          |          |          |          |          |          |
| ----------------------------- | --------- | ------------------ | -------------------- | ----------- | -------- | -------- | -------- | -------- | -------- | -------- | -------- |
| Firmat FBC                    | 88 - 81   | El Nacional MH     | Firmat Football Club | 12 de enero |          |          |          |          |          |          |          |
| Argentino (J)                 | 87 - 80   | Ciudad de Bragado  | Héctor D'Annuzio     | 12 de enero |          |          |          |          |          |          |          |
| Independiente (N)             | 0 - 20    | Ciclista Juninense | La Caldera           | 12 de enero |          |          |          |          |          |          |          |
| Libre: Independiente (Tandil) |           |                    |                      |             |          |          |          |          |          |          |          |

## Segunda fase

### TNA 1
| Equipo | Equipo                     | A    | PJ | PG | PP | Pts  |
| ------ | -------------------------- | ---- | -- | -- | -- | ---- |
| 1.°    | Argentino (Junín)          | 9.5  | 12 | 9  | 3  | 39.5 |
| 2.°    | Sportivo 9 de Julio        | 9.5  | 12 | 8  | 4  | 29.5 |
| 3.°    | San Martín (Corrientes)    | 10.5 | 12 | 6  | 6  | 28.5 |
| 4.°    | El Nacional Monte Hermoso  | 9.5  | 12 | 7  | 5  | 28.5 |
| 5.°    | San Martín (Marcos Juárez) | 11.0 | 12 | 5  | 7  | 28.0 |
| 6.°    | Ciclista Juninense         | 9.5  | 12 | 4  | 8  | 25.5 |
| 7.°    | Ciudad de Bragado          | 10.0 | 12 | 3  | 9  | 25.0 |

|  | Clasificado a cuartos de final.   |
|  | Clasificado a la reclasificación. |

| Fecha 1                          | Fecha 1   | Fecha 1           | Fecha 1            | Fecha 1     | Fecha 1 | Fecha 1 | Fecha 1 | Fecha 1 | Fecha 1 | Fecha 1 | Fecha 1 |
| Local                            | Resultado | Visitante         | Estadio            | Fecha       |         |         |         |         |         |         |         |
| -------------------------------- | --------- | ----------------- | ------------------ | ----------- | ------- | ------- | ------- | ------- | ------- | ------- | ------- |
| San Martín (MJ)                  | 55 - 61   | Argentino (J)     | Leonardo Gutiérrez | 15 de enero |         |         |         |         |         |         |         |
| Sp. 9 de Julio                   | 88 - 82   | Ciudad de Bragado | José Albert        | 17 de enero |         |         |         |         |         |         |         |
| Ciclista Juninense               | 75 - 74   | San Martín (C)    | Raúl "Chuni" Merlo | 19 de enero |         |         |         |         |         |         |         |
| Libre: El Nacional Monte Hermoso |           |                   |                    |             |         |         |         |         |         |         |         |

| Fecha 2                    | Fecha 2   | Fecha 2            | Fecha 2             | Fecha 2     | Fecha 2 | Fecha 2 | Fecha 2 | Fecha 2 | Fecha 2 | Fecha 2 | Fecha 2 |
| Local                      | Resultado | Visitante          | Estadio             | Fecha       |         |         |         |         |         |         |         |
| -------------------------- | --------- | ------------------ | ------------------- | ----------- | ------- | ------- | ------- | ------- | ------- | ------- | ------- |
| Ciudad de Bragado          | 85 - 83   | Ciclista Juninense | Bragado Club        | 22 de enero |         |         |         |         |         |         |         |
| San Martín (C)             | 83 - 80   | San Martín (MJ)    | El Fortín Rojinegro | 22 de enero |         |         |         |         |         |         |         |
| Argentino (J)              | 87 - 69   | El Nacional MH     | Héctor D'Annunzio   | 22 de enero |         |         |         |         |         |         |         |
| Libre: Sportivo 9 de Julio |           |                    |                     |             |         |         |         |         |         |         |         |

| Fecha 3                  | Fecha 3   | Fecha 3           | Fecha 3                 | Fecha 3     | Fecha 3 | Fecha 3 | Fecha 3 | Fecha 3 | Fecha 3 | Fecha 3 | Fecha 3 |
| Local                    | Resultado | Visitante         | Estadio                 | Fecha       |         |         |         |         |         |         |         |
| ------------------------ | --------- | ----------------- | ----------------------- | ----------- | ------- | ------- | ------- | ------- | ------- | ------- | ------- |
| El Nacional MH           | 77 - 66   | San Martín (C)    | Polideportivo Municipal | 27 de enero |         |         |         |         |         |         |         |
| San Martín (MJ)          | 90 - 78   | Ciudad de Bragado | Leonardo Gutiérrez      | 27 de enero |         |         |         |         |         |         |         |
| Ciclista Juninense       | 58 - 65   | Sp. 9 de Julio    | Raúl "Chuni" Merlo      | 27 de enero |         |         |         |         |         |         |         |
| Libre: Argentino (Junín) |           |                   |                         |             |         |         |         |         |         |         |         |

| Fecha 4                   | Fecha 4   | Fecha 4         | Fecha 4           | Fecha 4      | Fecha 4 | Fecha 4 | Fecha 4 | Fecha 4 | Fecha 4 | Fecha 4 | Fecha 4 |
| Local                     | Resultado | Visitante       | Estadio           | Fecha        |         |         |         |         |         |         |         |
| ------------------------- | --------- | --------------- | ----------------- | ------------ | ------- | ------- | ------- | ------- | ------- | ------- | ------- |
| Argentino (J)             | 65 - 59   | San Martín (C)  | Héctor D'Annunzio | 31 de enero  |         |         |         |         |         |         |         |
| Ciudad de Bragado         | 84 - 93   | El Nacional MH  | Bragado Club      | 31 de enero  |         |         |         |         |         |         |         |
| Sp. 9 de Julio            | 89 - 82   | San Martín (MJ) | José Albert       | 2 de febrero |         |         |         |         |         |         |         |
| Libre: Ciclista Juninense |           |                 |                   |              |         |         |         |         |         |         |         |

| Fecha 5                        | Fecha 5   | Fecha 5            | Fecha 5                 | Fecha 5      | Fecha 5 | Fecha 5 | Fecha 5 | Fecha 5 | Fecha 5 | Fecha 5 | Fecha 5 |
| Local                          | Resultado | Visitante          | Estadio                 | Fecha        |         |         |         |         |         |         |         |
| ------------------------------ | --------- | ------------------ | ----------------------- | ------------ | ------- | ------- | ------- | ------- | ------- | ------- | ------- |
| El Nacional MH                 | 82 - 77   | Sp. 9 de Julio     | Polideportivo Municipal | 6 de febrero |         |         |         |         |         |         |         |
| San Martín (MJ)                | 71 - 61   | Ciclista Juninense | Leonardo Gutiérrez      | 7 de febrero |         |         |         |         |         |         |         |
| Argentino (J)                  | 90 - 82   | Ciudad de Bragado  | Héctor D'Annunzio       | 8 de febrero |         |         |         |         |         |         |         |
| Libre: San Martín (Corrientes) |           |                    |                         |              |         |         |         |         |         |         |         |

| Fecha 6                           | Fecha 6   | Fecha 6        | Fecha 6            | Fecha 6       | Fecha 6 | Fecha 6 | Fecha 6 | Fecha 6 | Fecha 6 | Fecha 6 | Fecha 6 |
| Local                             | Resultado | Visitante      | Estadio            | Fecha         |         |         |         |         |         |         |         |
| --------------------------------- | --------- | -------------- | ------------------ | ------------- | ------- | ------- | ------- | ------- | ------- | ------- | ------- |
| Sp. 9 de Julio                    | 90 - 80   | Argentino (J)  | José Albert        | 12 de febrero |         |         |         |         |         |         |         |
| Ciudad de Bragado                 | 74 - 83   | San Martín (C) | Bragado Club       | 12 de febrero |         |         |         |         |         |         |         |
| Ciclista Juninense                | 75 - 73   | El Nacional MH | Raúl "Chuni" Merlo | 12 de febrero |         |         |         |         |         |         |         |
| Libre: San Martín (Marcos Juárez) |           |                |                    |               |         |         |         |         |         |         |         |

| Fecha 7                  | Fecha 7   | Fecha 7            | Fecha 7                 | Fecha 7       | Fecha 7 | Fecha 7 | Fecha 7 | Fecha 7 | Fecha 7 | Fecha 7 | Fecha 7 |
| Local                    | Resultado | Visitante          | Estadio                 | Fecha         |         |         |         |         |         |         |         |
| ------------------------ | --------- | ------------------ | ----------------------- | ------------- | ------- | ------- | ------- | ------- | ------- | ------- | ------- |
| Argentino (J)            | 74 - 63   | Ciclista Juninense | Héctor D'Annunzio       | 17 de febrero |         |         |         |         |         |         |         |
| San Martín (C)           | 73 - 64   | Sp. 9 de Julio     | El Fortín Rojinego      | 17 de febrero |         |         |         |         |         |         |         |
| El Nacional MH           | 74 - 90   | San Martín (MJ)    | Polideportivo Municipal | 17 de febrero |         |         |         |         |         |         |         |
| Libre: Ciudad de Bragado |           |                    |                         |               |         |         |         |         |         |         |         |

| Fecha 8                    | Fecha 8   | Fecha 8           | Fecha 8                 | Fecha 8       | Fecha 8 | Fecha 8 | Fecha 8 | Fecha 8 | Fecha 8 | Fecha 8 | Fecha 8 |
| Local                      | Resultado | Visitante         | Estadio                 | Fecha         |         |         |         |         |         |         |         |
| -------------------------- | --------- | ----------------- | ----------------------- | ------------- | ------- | ------- | ------- | ------- | ------- | ------- | ------- |
| El Nacional MH             | 84 - 69   | Argentino (J)     | Polideportivo Municipal | 21 de febrero |         |         |         |         |         |         |         |
| Ciclista Juninense         | 94 - 72   | Ciudad de Bragado | Raúl "Chuni" Merlo      | 21 de febrero |         |         |         |         |         |         |         |
| San Martín (MJ)            | 72 - 68   | San Martín (C)    | Leonardo Gutiérrez      | 23 de febrero |         |         |         |         |         |         |         |
| Libre: Sportivo 9 de Julio |           |                   |                         |               |         |         |         |         |         |         |         |

| Fecha 9                  | Fecha 9   | Fecha 9            | Fecha 9             | Fecha 9       | Fecha 9 | Fecha 9 | Fecha 9 | Fecha 9 | Fecha 9 | Fecha 9 | Fecha 9 |
| Local                    | Resultado | Visitante          | Estadio             | Fecha         |         |         |         |         |         |         |         |
| ------------------------ | --------- | ------------------ | ------------------- | ------------- | ------- | ------- | ------- | ------- | ------- | ------- | ------- |
| Ciudad de Bragado        | 80 - 78   | San Martín (MJ)    | Bragado Club        | 26 de febrero |         |         |         |         |         |         |         |
| San Martín (C)           | 103 - 86  | El Nacional MH     | El Fortín Rojinegro | 26 de febrero |         |         |         |         |         |         |         |
| Sp. 9 de Julio           | 77 - 67   | Ciclista Juninense | José Albert         | 28 de febrero |         |         |         |         |         |         |         |
| Libre: Argentino (Junín) |           |                    |                     |               |         |         |         |         |         |         |         |

| Fecha 10                  | Fecha 10  | Fecha 10          | Fecha 10           | Fecha 10   | Fecha 10 | Fecha 10 | Fecha 10 | Fecha 10 | Fecha 10 | Fecha 10 | Fecha 10 |
| Local                     | Resultado | Visitante         | Estadio            | Fecha      |          |          |          |          |          |          |          |
| ------------------------- | --------- | ----------------- | ------------------ | ---------- | -------- | -------- | -------- | -------- | -------- | -------- | -------- |
| El Nacional MH            | 93 - 70   | Ciudad de Bragado | Osvaldo Casanova   | 2 de marzo |          |          |          |          |          |          |          |
| Argentino (J)             | 62 - 54   | San Martín (C)    | Héctod D'Annunzio  | 5 de marzo |          |          |          |          |          |          |          |
| San Martín (MJ)           | 86 - 90   | Sp. 9 de Julio    | Leonardo Gutiérrez | 5 de marzo |          |          |          |          |          |          |          |
| Libre: Ciclista Juninense |           |                   |                    |            |          |          |          |          |          |          |          |

| Fecha 11                       | Fecha 11  | Fecha 11        | Fecha 11           | Fecha 11    | Fecha 11 | Fecha 11 | Fecha 11 | Fecha 11 | Fecha 11 | Fecha 11 | Fecha 11 |
| Local                          | Resultado | Visitante       | Estadio            | Fecha       |          |          |          |          |          |          |          |
| ------------------------------ | --------- | --------------- | ------------------ | ----------- | -------- | -------- | -------- | -------- | -------- | -------- | -------- |
| Ciudad de Bragado              | 73 - 74   | Argentino (J)   | Bragado Club       | 9 de marzo  |          |          |          |          |          |          |          |
| Sp. 9 de Julio                 | 80 - 71   | El Nacional MH  | José Albert        | 10 de marzo |          |          |          |          |          |          |          |
| Ciclista Juninense             | 65 - 73   | San Martín (MJ) | Raúl "Chuni" Merlo | 10 de marzo |          |          |          |          |          |          |          |
| Libre: San Martín (Corrientes) |           |                 |                    |             |          |          |          |          |          |          |          |

| Fecha 12                          | Fecha 12  | Fecha 12           | Fecha 12                  | Fecha 12    | Fecha 12 | Fecha 12 | Fecha 12 | Fecha 12 | Fecha 12 | Fecha 12 | Fecha 12 |
| Local                             | Resultado | Visitante          | Estadio                   | Fecha       |          |          |          |          |          |          |          |
| --------------------------------- | --------- | ------------------ | ------------------------- | ----------- | -------- | -------- | -------- | -------- | -------- | -------- | -------- |
| El Nacional MH                    | 87 - 71   | Ciclista Juninense | Polideportivo Municipal   | 13 de marzo |          |          |          |          |          |          |          |
| Argentino (J)                     | 88 - 71   | Sp. 9 de Julio     | El Fortín de las Morochas | 14 de marzo |          |          |          |          |          |          |          |
| San Martín (C)                    | 90 - 56   | Ciudad de Bragado  | El Fortín Rojinegro       | 14 de marzo |          |          |          |          |          |          |          |
| Libre: San Martín (Marcos Juárez) |           |                    |                           |             |          |          |          |          |          |          |          |

| Fecha 13                 | Fecha 13  | Fecha 13       | Fecha 13           | Fecha 13    | Fecha 13 | Fecha 13 | Fecha 13 | Fecha 13 | Fecha 13 | Fecha 13 | Fecha 13 |
| Local                    | Resultado | Visitante      | Estadio            | Fecha       |          |          |          |          |          |          |          |
| ------------------------ | --------- | -------------- | ------------------ | ----------- | -------- | -------- | -------- | -------- | -------- | -------- | -------- |
| Sp. 9 de Julio           | 77 - 74   | San Martín (C) | José Albert        | 17 de marzo |          |          |          |          |          |          |          |
| San Martín (MJ)          | 67 - 72   | El Nacional MH | Leonardo Gutiérrez | 17 de marzo |          |          |          |          |          |          |          |
| Ciclista Juninense       | 70 - 64   | Argentino (J)  | Raúl "Chuni" Merlo | 17 de marzo |          |          |          |          |          |          |          |
| Libre: Ciudad de Bragado |           |                |                    |             |          |          |          |          |          |          |          |

| Fecha 14                         | Fecha 14  | Fecha 14           | Fecha 14                  | Fecha 14    | Fecha 14 | Fecha 14 | Fecha 14 | Fecha 14 | Fecha 14 | Fecha 14 | Fecha 14 |
| Local                            | Resultado | Visitante          | Estadio                   | Fecha       |          |          |          |          |          |          |          |
| -------------------------------- | --------- | ------------------ | ------------------------- | ----------- | -------- | -------- | -------- | -------- | -------- | -------- | -------- |
| San Martín (C)                   | 71 - 65   | Ciclista Juninense | El Fortín Rojinegro       | 20 de marzo |          |          |          |          |          |          |          |
| Argentino (J)                    | 81 - 68   | San Martín (MJ)    | El Fortín de las Morochas | 20 de marzo |          |          |          |          |          |          |          |
| Ciudad de Bragado                | 90 - 80   | Sp. 9 de Julio     | Bragado Club              | 20 de marzo |          |          |          |          |          |          |          |
| Libre: El Nacional Monte Hermoso |           |                    |                           |             |          |          |          |          |          |          |          |

### TNA 2
| Equipo | Equipo                  | A   | PJ | PG | PP | Pts  |
| ------ | ----------------------- | --- | -- | -- | -- | ---- |
| 1.°    | Oberá Tenis Club        | 8.0 | 10 | 8  | 2  | 26.0 |
| 2.°    | San Nicolás Belgrano    | 9.0 | 10 | 4  | 6  | 23.0 |
| 3.°    | Alma Juniors            | 7.5 | 10 | 5  | 5  | 22.5 |
| 4.°    | Firmat FBC              | 8.5 | 10 | 4  | 6  | 22.5 |
| 5.°    | Asociación Italiana     | 7.5 | 10 | 5  | 5  | 22.5 |
| 6.°    | Independiente (Tandil)  | 7.5 | 10 | 4  | 6  | 21.5 |
| 7.°    | Independiente (Neuquén) | -   | -  | -  | -  | -    |

|  | Clasificado a la reclasificación.     |
|  | Descendido a la Primera Nacional "B". |

| Oberá             | 81 - 70 | Asociación Italiana  | Oberá Tenis Club  | 15 de enero |
| Independiente (T) | 83 - 78 | Firmat FBC           | Duggan Martingoni | 15 de enero |
| Alma Juniors      | 76 - 84 | San Nicolás Belgrano | Enzo Scocco       | 15 de enero |

| Oberá               | 96 - 84 | Alma Juniors         | Oberá Tenis Club     | 22 de enero |
| Asociación Italiana | 81 - 65 | Independiente (T)    | Antonio Golob        | 22 de enero |
| Firmat FBC          | 73 - 63 | San Nicolás Belgrano | Firmat Football Club | 24 de enero |

| Independiente (T)    | 81 - 86 | Oberá               | Duggan Martignoni | 27 de enero |
| Alma Juniors         | 67 - 60 | Firmat FBC          | Enzo Scocco       | 29 de enero |
| San Nicolás Belgrano | 83 - 86 | Asociación Italiana | Fortunato Bonelli | 31 de enero |

| Asociación Italiana | 66 - 67 | Firmat FBC           | Antonio Golob     | 5 de febrero |
| Oberá               | 82 - 66 | San Nicolás Belgrano | Oberá Tenis Club  | 5 de febrero |
| Independiente (T)   | 68 - 87 | Alma Juniors         | Duggan Martignoni | 5 de febrero |

| Alma Juniors         | 83 - 73 | Asociación Italiana | Enzo Scocco          | 12 de febrero |
| Firmat FBC           | 63 - 70 | Oberá               | Firmat Football Club | 12 de febrero |
| San Nicolás Belgrano | 87 - 83 | Independiente (T)   | Fortunato Bonelli    | 16 de febrero |

| Alma Juniors         | 68 - 70 | Oberá               | Enzo Scocco       | 19 de febrero |
| Independiente (T)    | 83 - 64 | Asociación Italiana | Duggan Martignoni | 19 de febrero |
| San Nicolás Belgrano | 91 - 77 | Firmat FBC          | Fortunato Bonelli | 21 de febrero |

| Firmat FBC          | 67 - 75  | Alma Juniors         | Firmat Football Club | 26 de febrero |
| Oberá               | 103 - 79 | Independiente (T)    | Oberá Tenis Club     | 26 de febrero |
| Asociación Italiana | 88 - 79  | San Nicolás Belgrano | Antonio Golob        | 26 de febrero |

| Firmat FBC           | 88 - 79 | Asociación Italiana | Firmat Football Club | 5 de marzo |
| Alma Juniors         | 88 - 80 | Independiente (T)   | Enzo Scocco          | 5 de marzo |
| San Nicolás Belgrano | 86 - 93 | Oberá               | Fortunato Bonelli    | 7 de marzo |

| Oberá               | 68 - 76 | Firmat FBC           | Oberá Tenis Club  | 12 de marzo |
| Asociación Italiana | 83 - 73 | Alma Juniors         | Antonio Golob     | 12 de marzo |
| Independiente (T)   | 95 - 88 | San Nicolás Belgrano | Duggan Martignoni | 16 de marzo |

| Asociación Italiana  | 98 - 75 | Oberá             | Antonio Golob        | 20 de marzo |
| Firmat               | 74 - 79 | Independiente (T) | Firmat Football Club | 20 de marzo |
| San Nicolás Belgrano | 82 - 67 | Alma Juniors      | Fortunato Bonelli    | 20 de marzo |

## Tercera fase, play-offs
|  | Reclasificación | Reclasificación      | Reclasificación           |                           |   | Cuartos de final | Cuartos de final | Cuartos de final |  |     | Semifinales             | Semifinales | Semifinales |  |     | Final             | Final | Final |  |
|  |                 |                      |                           |                           |   |                  |                  |                  |  |     |                         |             |             |  |     |                   |       |       |  |
|  |                 |                      |                           |                           |   |                  |                  |                  |  |     |                         |             |             |  |     |                   |       |       |  |
|  |                 |                      |                           |                           |   |                  |                  |                  |  |     |                         |             |             |  |     |                   |       |       |  |
|  |                 |                      |                           |                           |   |                  |                  |                  |  |     |                         |             |             |  |     |                   |       |       |  |
|  |                 |                      |                           |                           |   |                  |                  |                  |  |     |                         |             |             |  |     |                   |       |       |  |
|  |                 | 1.°                  | Argentino (Junín)         | 3                         |   |                  |                  |                  |  |     |                         |             |             |  |     |                   |       |       |  |
|  |                 |                      |                           | 3                         |   |                  |                  |                  |  |     |                         |             |             |  |     |                   |       |       |  |
|  |                 |                      | 9.°                       | San Nicolás Belgrano      | 0 |                  |                  |                  |  |     |                         |             |             |  |     |                   |       |       |  |
|  | 8.°             | Oberá TC             | 9.°                       | San Nicolás Belgrano      | 0 | 1                |                  |                  |  |     |                         |             |             |  |     |                   |       |       |  |
|  | 8.°             | Oberá TC             |                           |                           |   |                  |                  |                  |  |     |                         |             |             |  |     |                   |       |       |  |
|  | 9.°             | San Nicolás Belgrano | 3                         |                           |   |                  |                  |                  |  |     |                         |             |             |  |     |                   |       |       |  |
|  | 9.°             | San Nicolás Belgrano | 3                         |                           |   |                  |                  |                  |  | 1.° | Argentino (Junín)       | 3           |             |  |     |                   |       |       |  |
|  |                 |                      |                           |                           |   |                  |                  |                  |  | 1.° | Argentino (Junín)       | 3           |             |  |     |                   |       |       |  |
|  |                 |                      | 4.°                       | El Nacional Monte Hermoso | 2 |                  |                  |                  |  |     |                         |             |             |  |     |                   |       |       |  |
|  |                 |                      | 4.°                       | El Nacional Monte Hermoso | 2 |                  |                  |                  |  |     |                         |             |             |  |     |                   |       |       |  |
|  |                 |                      |                           |                           |   |                  |                  |                  |  |     |                         |             |             |  |     |                   |       |       |  |
|  |                 |                      |                           |                           |   |                  |                  |                  |  |     |                         |             |             |  |     |                   |       |       |  |
|  |                 | 4.°                  | El Nacional Monte Hermoso | 3                         |   |                  |                  |                  |  |     |                         |             |             |  |     |                   |       |       |  |
|  |                 |                      |                           | 3                         |   |                  |                  |                  |  |     |                         |             |             |  |     |                   |       |       |  |
|  |                 |                      | 5.°                       | San Martín (MJ)           | 0 |                  |                  |                  |  |     |                         |             |             |  |     |                   |       |       |  |
|  | 5.°             | San Martín (MJ)      | 5.°                       | San Martín (MJ)           | 0 | 3                |                  |                  |  |     |                         |             |             |  |     |                   |       |       |  |
|  | 5.°             | San Martín (MJ)      |                           |                           |   |                  |                  |                  |  |     |                         |             |             |  |     |                   |       |       |  |
|  | 12.°            | Asociación Italiana  | 2                         |                           |   |                  |                  |                  |  |     |                         |             |             |  |     |                   |       |       |  |
|  | 12.°            | Asociación Italiana  | 2                         |                           |   |                  |                  |                  |  |     |                         |             |             |  | 1.° | Argentino (Junín) | 3     |       |  |
|  |                 |                      |                           |                           |   |                  |                  |                  |  |     |                         |             |             |  | 1.° | Argentino (Junín) | 3     |       |  |
|  |                 |                      | 3.°                       | San Martín (Corrientes)   | 2 |                  |                  |                  |  |     |                         |             |             |  |     |                   |       |       |  |
|  |                 |                      | 3.°                       | San Martín (Corrientes)   | 2 |                  |                  |                  |  |     |                         |             |             |  |     |                   |       |       |  |
|  |                 |                      |                           |                           |   |                  |                  |                  |  |     |                         |             |             |  |     |                   |       |       |  |
|  |                 |                      |                           |                           |   |                  |                  |                  |  |     |                         |             |             |  |     |                   |       |       |  |
|  |                 | 2.°                  | 9 de Julio (Río Tercero)  | 1                         |   |                  |                  |                  |  |     |                         |             |             |  |     |                   |       |       |  |
|  |                 |                      |                           | 1                         |   |                  |                  |                  |  |     |                         |             |             |  |     |                   |       |       |  |
|  |                 |                      | 7.°                       | Ciudad de Bragado         | 3 |                  |                  |                  |  |     |                         |             |             |  |     |                   |       |       |  |
|  | 7.°             | Ciudad de Bragado    | 7.°                       | Ciudad de Bragado         | 3 | 3                |                  |                  |  |     |                         |             |             |  |     |                   |       |       |  |
|  | 7.°             | Ciudad de Bragado    |                           |                           |   |                  |                  |                  |  |     |                         |             |             |  |     |                   |       |       |  |
|  | 10.°            | Alma Juniors         | 2                         |                           |   |                  |                  |                  |  |     |                         |             |             |  |     |                   |       |       |  |
|  | 10.°            | Alma Juniors         | 2                         |                           |   |                  |                  |                  |  | 3.° | San Martín (Corrientes) | 3           |             |  |     |                   |       |       |  |
|  |                 |                      |                           |                           |   |                  |                  |                  |  | 3.° | San Martín (Corrientes) | 3           |             |  |     |                   |       |       |  |
|  |                 |                      | 6.°                       | Ciudad de Bragado         | 1 |                  |                  |                  |  |     |                         |             |             |  |     |                   |       |       |  |
|  |                 |                      | 6.°                       | Ciudad de Bragado         | 1 |                  |                  |                  |  |     |                         |             |             |  |     |                   |       |       |  |
|  |                 |                      |                           |                           |   |                  |                  |                  |  |     |                         |             |             |  |     |                   |       |       |  |
|  |                 |                      |                           |                           |   |                  |                  |                  |  |     |                         |             |             |  |     |                   |       |       |  |
|  |                 | 3.°                  | San Martín (Corrientes)   | 3                         |   |                  |                  |                  |  |     |                         |             |             |  |     |                   |       |       |  |
|  |                 |                      |                           | 3                         |   |                  |                  |                  |  |     |                         |             |             |  |     |                   |       |       |  |
|  |                 |                      | 6.°                       | Ciclista Juninense        | 2 |                  |                  |                  |  |     |                         |             |             |  |     |                   |       |       |  |
|  | 6.°             | Ciclista Juninense   | 6.°                       | Ciclista Juninense        | 2 | 3                |                  |                  |  |     |                         |             |             |  |     |                   |       |       |  |
|  | 6.°             | Ciclista Juninense   |                           |                           |   |                  |                  |                  |  |     |                         |             |             |  |     |                   |       |       |  |
|  | 11.°            | Firmat FBC           | 2                         |                           |   |                  |                  |                  |  |     |                         |             |             |  |     |                   |       |       |  |
|  | 11.°            | Firmat FBC           | 2                         |                           |   |                  |                  |                  |  |     |                         |             |             |  |     |                   |       |       |  |
|  |                 |                      |                           |                           |   |                  |                  |                  |  |     |                         |             |             |  |     |                   |       |       |  |

Notas: 
El equipo ubicado en la primera línea tuvo ventaja de localía. 
Los resultados en cada serie corresponden a la cantidad de partidos ganados por el equipo en cuestión.

### Reclasificación
Oberá Tenis Club - San Nicolás Belgrano
| 24 de marzo | Oberá TC                              | 80–81   | San Nicolás Belgrano | Oberá                                                 |  |  |
|             | Parciales: 16-12, 22-24, 22-20, 20-25 |         |                      |                                                       |  |  |
|             |                                       | Reporte |                      | Pabellón: Oberá Tenis Club Árbitros: * Alaníz * Moral |  |  |
| 0 - 1       |                                       |         |                      |                                                       |  |  |
|             |                                       |         |                      |                                                       |  |  |

| 26 de marzo | Oberá TC                              | 87–82   | San Nicolás Belgrano | Oberá                                                   |  |  |
|             | Parciales: 21-19, 16-19, 23-15, 21-29 |         |                      |                                                         |  |  |
|             |                                       | Reporte |                      | Pabellón: Oberá Tenis Club Árbitros: * Lorenzo * Alfaro |  |  |
| 1 - 1       |                                       |         |                      |                                                         |  |  |
|             |                                       |         |                      |                                                         |  |  |

| 29 de marzo | San Nicolás Belgrano                  | 84–74   | Oberá TC | San Nicolás de los Arroyos                                      |  |  |
|             | Parciales: 30-16, 14-22, 18-18, 22-18 |         |          |                                                                 |  |  |
|             |                                       | Reporte |          | Pabellón: Estadio Fortunato Bonelli Árbitros: * Trias * Aguilar |  |  |
| 2 - 1       |                                       |         |          |                                                                 |  |  |
|             |                                       |         |          |                                                                 |  |  |

| 31 de marzo | San Nicolás Belgrano                  | 87–85   | Oberá TC | San Nicolás de los Arroyos                                      |  |  |
|             | Parciales: 29-22, 17-19, 22-21, 19-23 |         |          |                                                                 |  |  |
|             |                                       | Reporte |          | Pabellón: Estadio Fortunato Bonelli Árbitros: * Wasinger * Gabe |  |  |
| 3 - 1       |                                       |         |          |                                                                 |  |  |
|             |                                       |         |          |                                                                 |  |  |

San Martín (Marcos Juárez) - Asociación Italiana
| 23 de marzo | San Martín (MJ)                       | 91–83   | Asociación Italiana | Marcos Juárez                                                    |  |  |
|             | Parciales: 23-20, 18-23, 27-16, 23-24 |         |                     |                                                                  |  |  |
|             |                                       | Reporte |                     | Pabellón: Estadio Leonardo Gutiérrez Árbitros: * Rosas * Aguilar |  |  |
| 1 - 0       |                                       |         |                     |                                                                  |  |  |
|             |                                       |         |                     |                                                                  |  |  |

| 25 de marzo | San Martín (MJ)                       | 79–82   | Asociación Italiana | Marcos Juárez                                                      |  |  |
|             | Parciales: 27-23, 20-15, 13-19, 19-25 |         |                     |                                                                    |  |  |
|             |                                       | Reporte |                     | Pabellón: Estadio Leonardo Gutiérrez Árbitros: * Tosello * Sánchez |  |  |
| 1 - 1       |                                       |         |                     |                                                                    |  |  |
|             |                                       |         |                     |                                                                    |  |  |

| 29 de marzo | Asociación Italiana                   | 78–67   | San Martín (MJ) | Charata                                                            |  |  |
|             | Parciales: 22-16, 25-15, 13-24, 18-22 |         |                 |                                                                    |  |  |
|             |                                       | Reporte |                 | Pabellón: Estadio Antonio Golob Árbitros: * Piedrabuena * Salguero |  |  |
| 2 - 1       |                                       |         |                 |                                                                    |  |  |
|             |                                       |         |                 |                                                                    |  |  |

| 31 de marzo | Asociación Italiana                   | 75–81   | San Martín (MJ) | Charata                                                      |  |  |
|             | Parciales: 17-21, 13-18, 19-14, 26-28 |         |                 |                                                              |  |  |
|             |                                       | Reporte |                 | Pabellón: Estadio Antonio Golob Árbitros: * Alaniz * Zalazar |  |  |
| 2 - 2       |                                       |         |                 |                                                              |  |  |
|             |                                       |         |                 |                                                              |  |  |

| 3 de abril | San Martín (MJ)                       | 93–75   | Asociación Italiana | Marcos Juárez                                                       |  |  |
|            | Parciales: 31-13, 16-23, 21-24, 25-15 |         |                     |                                                                     |  |  |
|            |                                       | Reporte |                     | Pabellón: Estadio Leonardo Gutiérrez Árbitros: * Dinamarca * Alfaro |  |  |
| 3 - 2      |                                       |         |                     |                                                                     |  |  |
|            |                                       |         |                     |                                                                     |  |  |

Ciclista Juninense - Firmat FBC
| 24 de marzo | Ciclista Juninense                    | 72–63   | Firmat FBC | Junín                                                         |  |  |
|             | Parciales: 22-20, 12-12, 22-19, 16-12 |         |            |                                                               |  |  |
|             |                                       | Reporte |            | Pabellón: Estadio Raúl "Chuni" Merlo Árbitros: * Rosas * Gabe |  |  |
| 1 - 0       |                                       |         |            |                                                               |  |  |
|             |                                       |         |            |                                                               |  |  |

| 26 de marzo | Ciclista Juninense                    | 74–62   | Firmat FBC | Junín                                                                |  |  |
|             | Parciales: 17-18, 22-13, 16-16, 19-15 |         |            |                                                                      |  |  |
|             |                                       | Reporte |            | Pabellón: Estadio Raúl "Chuni" Merlo Árbitros: * Dinamarca * Valente |  |  |
| 2 - 0       |                                       |         |            |                                                                      |  |  |
|             |                                       |         |            |                                                                      |  |  |

| 29 de marzo | Firmat FBC                            | 76–63   | Ciclista Juninense | Firmat                                                       |  |  |
|             | Parciales: 25-17, 17-17, 16-14, 18-15 |         |                    |                                                              |  |  |
|             |                                       | Reporte |                    | Pabellón: Estadio de Firmat FBC Árbitros: * Leyton * Zalazar |  |  |
| 1 - 2       |                                       |         |                    |                                                              |  |  |
|             |                                       |         |                    |                                                              |  |  |

| 31 de marzo | Firmat FBC                          | 58–54   | Ciclista Juninense | Firmat                                                         |  |  |
|             | Parciales: 22-18, 16-16, 12-4, 8-16 |         |                    |                                                                |  |  |
|             |                                     | Reporte |                    | Pabellón: Estadio de Firmat FBC Árbitros: * Tosello * Salguero |  |  |
| 2 - 2       |                                     |         |                    |                                                                |  |  |
|             |                                     |         |                    |                                                                |  |  |

| 3 de abril | Ciclista Juninense                    | 84–75   | Firmat FBC | Junín                                                            |  |  |
|            | Parciales: 22-23, 16-15, 17-25, 29-12 |         |            |                                                                  |  |  |
|            |                                       | Reporte |            | Pabellón: Estadio Raúl "Chuni" Merlo Árbitros: Piedrabuena Ponzo |  |  |
| 3 - 2      |                                       |         |            |                                                                  |  |  |
|            |                                       |         |            |                                                                  |  |  |

Ciudad de Bragado - Alma Juniors
| 24 de marzo | Ciudad de Bragado                     | 88–91   | Alma Juniors | Bragado                                                        |  |  |
|             | Parciales: 21-18, 22-25, 24-29, 21-19 |         |              |                                                                |  |  |
|             |                                       | Reporte |              | Pabellón: Estadio de Bragado Club Árbitros: * Zanabone * Hoyos |  |  |
| 0 - 1       |                                       |         |              |                                                                |  |  |
|             |                                       |         |              |                                                                |  |  |

| 26 de marzo | Ciudad de Bragado                     | 76–55   | Alma Juniors | Bragado                                                        |  |  |
|             | Parciales: 18-19, 26-11, 13-10, 19-15 |         |              |                                                                |  |  |
|             |                                       | Reporte |              | Pabellón: Estadio de Bragado Club Árbitros: * Wasinger * Ponzo |  |  |
| 1 - 1       |                                       |         |              |                                                                |  |  |
|             |                                       |         |              |                                                                |  |  |

| 30 de marzo | Alma Juniors                          | 72–74   | Ciudad de Bragado | Esperanza                                                |  |  |
|             | Parciales: 18-26, 12-14, 16-12, 26-22 |         |                   |                                                          |  |  |
|             |                                       | Reporte |                   | Pabellón: Estadio Enzo Scocco Árbitros: * Leyton * Moral |  |  |
| 1 - 2       |                                       |         |                   |                                                          |  |  |
|             |                                       |         |                   |                                                          |  |  |

| 1 de abril | Alma Juniors                          | 83–61   | Ciudad de Bragado | Esperanza                                                   |  |  |
|            | Parciales: 15-11, 29-17, 19-13, 20-20 |         |                   |                                                             |  |  |
|            |                                       | Reporte |                   | Pabellón: Estadio Enzo Scocco Árbitros: * Tosello * Valente |  |  |
| 2 - 2      |                                       |         |                   |                                                             |  |  |
|            |                                       |         |                   |                                                             |  |  |

| 4 de abril | Ciudad de Bragado                     | 91–73   | Alma Juniors | Bragado                                                          |  |  |
|            | Parciales: 21-16, 22-19, 17-11, 31-27 |         |              |                                                                  |  |  |
|            |                                       | Reporte |              | Pabellón: Estadio del Bragado Club Árbitros: * Lorenzo * Sánchez |  |  |
| 3 - 2      |                                       |         |              |                                                                  |  |  |
|            |                                       |         |              |                                                                  |  |  |

### Cuartos de final
Argentino (Junín) - San Nicolás Belgrano
| 7 de abril | Argentino (J)                         | 88–58   | San Nicolás Belgrano | Junín                                                          |  |  |
|            | Parciales: 22-19, 22-13, 21-12, 23-14 |         |                      |                                                                |  |  |
|            |                                       | Reporte |                      | Pabellón: El Fortín de las Morochas Árbitros: * Alaníz * Hoyos |  |  |
| 1 - 0      |                                       |         |                      |                                                                |  |  |
|            |                                       |         |                      |                                                                |  |  |

| 9 de abril | Argentino (J)                         | 82–74   | San Nicolás Belgrano | Junín                                                                 |  |  |
|            | Parciales: 24-25, 14-10, 19-21, 25-18 |         |                      |                                                                       |  |  |
|            |                                       | Reporte |                      | Pabellón: El Fortín de las Morochas Árbitros: * Piedrabuena * Sánchez |  |  |
| 2 - 0      |                                       |         |                      |                                                                       |  |  |
|            |                                       |         |                      |                                                                       |  |  |

| 13 de abril | San Nicolás Belgrano                  | 71–85   | Argentino (J) | San Nicolás de los Arroyos                                       |  |  |
|             | Parciales: 22-15, 14-21, 21-32, 14-17 |         |               |                                                                  |  |  |
|             |                                       | Reporte |               | Pabellón: Estadio Fortunato Bonelli Árbitros: * Zanabone * Ponzo |  |  |
| 0 - 3       |                                       |         |               |                                                                  |  |  |
|             |                                       |         |               |                                                                  |  |  |

El Nacional Monte Hermoso - San Martín (Marcos Juárez)
| 8 de abril | El Nacional MH                      | 73–67   | San Martín (MJ) | Monte Hermoso                                               |  |  |
|            | Parciales: 9-15, 15-24, 18-8, 31-20 |         |                 |                                                             |  |  |
|            |                                     | Reporte |                 | Pabellón: Polideportivo Municipal Árbitros: * Leyton * Gabe |  |  |
| 1 - 0      |                                     |         |                 |                                                             |  |  |
|            |                                     |         |                 |                                                             |  |  |

| 10 de abril | El Nacional MH                        | 92–82   | San Martín (MJ) | Monte Hermoso                                                 |  |  |
|             | Parciales: 20-20, 26-15, 26-20, 20-27 |         |                 |                                                               |  |  |
|             |                                       | Reporte |                 | Pabellón: Polideportivo Municipal Árbitros: * Trias * Valente |  |  |
| 2 - 0       |                                       |         |                 |                                                               |  |  |
|             |                                       |         |                 |                                                               |  |  |

| 13 de abril | San Martín (MJ)                       | 74–75   | El Nacional MH | Marcos Juárez                                                  |  |  |
|             | Parciales: 18-18, 19-15, 15-15, 22-27 |         |                |                                                                |  |  |
|             |                                       | Reporte |                | Pabellón: Estadio Leonardo Gutiérrez Árbitros: * Rosas * Moral |  |  |
| 0 - 3       |                                       |         |                |                                                                |  |  |
|             |                                       |         |                |                                                                |  |  |

San Martín (Corrientes) - Ciclista Juninense
| 8 de abril | San Martín (C)                        | 73–65   | Ciclista Juninense | Corrientes                                                   |  |  |
|            | Parciales: 20-22, 20-13, 14-16, 19-14 |         |                    |                                                              |  |  |
|            |                                       | Reporte |                    | Pabellón: El Fortín Rojinegro Árbitros: * Zanabone * Aguilar |  |  |
| 1 - 0      |                                       |         |                    |                                                              |  |  |
|            |                                       |         |                    |                                                              |  |  |

| 10 de abril | San Martín (C)                       | 74–67   | Ciclista Juninense | Corrientes                                                 |  |  |
|             | Parciales: 22-15, 14-21, 24-9, 14-22 |         |                    |                                                            |  |  |
|             |                                      | Reporte |                    | Pabellón: El Fortín Rojinegro Árbitros: * Wasinger * Moral |  |  |
| 2 - 0       |                                      |         |                    |                                                            |  |  |
|             |                                      |         |                    |                                                            |  |  |

| 14 de abril | Ciclista Juninense                   | 68–55   | San Martín (C) | Junín                                                             |  |  |
|             | Parciales: 8-18, 25-11, 17-14, 18-12 |         |                |                                                                   |  |  |
|             |                                      | Reporte |                | Pabellón: Estadio Raúl "Chuni" Merlo Árbitros: * Lorenzo * Alfaro |  |  |
| 1 - 2       |                                      |         |                |                                                                   |  |  |
|             |                                      |         |                |                                                                   |  |  |

| 16 de abril | Ciclista Juninense                    | 78–74   | San Martín (C) | Junín                                                                |  |  |
|             | Parciales: 26-14, 18-12, 16-16, 18-32 |         |                |                                                                      |  |  |
|             |                                       | Reporte |                | Pabellón: Estadio Raúl "Chuni" Merlo Árbitros: * Dinamarca * Valente |  |  |
| 2 - 2       |                                       |         |                |                                                                      |  |  |
|             |                                       |         |                |                                                                      |  |  |

| 20 de abril | San Martín (C)                        | 81–56   | Ciclista Juninense | Corrientes                                                  |  |  |
|             | Parciales: 27-21, 24-12, 12-10, 18-10 |         |                    |                                                             |  |  |
|             |                                       | Reporte |                    | Pabellón: El Fortín Rojinegro Árbitros: * Tosello * Zalazar |  |  |
| 3 - 2       |                                       |         |                    |                                                             |  |  |
|             |                                       |         |                    |                                                             |  |  |

Sportivo 9 de Julio - Ciudad de Bragado
| 7 de abril | Sp. 9 de Julio                        | 81–86   | Ciudad de Bragado | Río Tercero                                               |  |  |
|            | Parciales: 25-19, 16-25, 18-17, 22-25 |         |                   |                                                           |  |  |
|            |                                       | Reporte |                   | Pabellón: Estadio José Albert Árbitros: * Trías * Zalazar |  |  |
| 0 - 1      |                                       |         |                   |                                                           |  |  |
|            |                                       |         |                   |                                                           |  |  |

| 9 de abril | Sp. 9 de Julio                       | 84–58   | Ciudad de Bragado | Río Tercer                                                 |  |  |
|            | Parciales: 21-18, 27-17, 18-7, 18-16 |         |                   |                                                            |  |  |
|            |                                      | Reporte |                   | Pabellón: Estadio José Albert Árbitros: * Rosas * Salguero |  |  |
| 1 - 1      |                                      |         |                   |                                                            |  |  |
|            |                                      |         |                   |                                                            |  |  |

| 13 de abril | Ciudad de Bragado                     | 78–71   | Sp. 9 de Julio | Bragado                                                         |  |  |
|             | Parciales: 21-22, 14-22, 20-13, 23-14 |         |                |                                                                 |  |  |
|             |                                       | Reporte |                | Pabellón: Estadio del Bragado Club Árbitros: * Dinamarca * Hoyo |  |  |
| 2 - 1       |                                       |         |                |                                                                 |  |  |
|             |                                       |         |                |                                                                 |  |  |

| 15 de abril | Ciudad de Bragado                     | 88–75   | Sp. 9 de Julio | Bragado                                                      |  |  |
|             | Parciales: 26-26, 18-17, 17-15, 27-17 |         |                |                                                              |  |  |
|             |                                       | Reporte |                | Pabellón: Estadio del Bragado Club Árbitros: * Alaniz * Gabe |  |  |
| 3 - 1       |                                       |         |                |                                                              |  |  |
|             |                                       |         |                |                                                              |  |  |

### Semifinales
Argentino (Junín) - El Nacional Monte Hermoso
| 21 de abril | Argentino (J)                         | 75–64   | El Nacional MH | Junín                                                                        |  |  |
|             | Parciales: 21-13, 13-11, 25-15, 16-25 |         |                |                                                                              |  |  |
|             |                                       | Reporte |                | Pabellón: El Fortín de las Morochas Árbitros: * Lorenzo * Aguilar * Salguero |  |  |
| 1 - 0       |                                       |         |                |                                                                              |  |  |
|             |                                       |         |                |                                                                              |  |  |

| 23 de abril | Argentino (J)                         | 68–59   | El Nacional MH | Junín                                                                      |  |  |
|             | Parciales: 12-16, 22-13, 13-13, 21-17 |         |                |                                                                            |  |  |
|             |                                       | Reporte |                | Pabellón: El Fortín de las Morochas Árbitros: * Alaníz * Wazinger * Alfaro |  |  |
| 2 - 0       |                                       |         |                |                                                                            |  |  |
|             |                                       |         |                |                                                                            |  |  |

| 27 de abril | El Nacional MH                       | 74–62   | Argentino (J) | Monte Hermos                                                          |  |  |
|             | Parciales: 22-19, 19-23, 18-7, 15-13 |         |               |                                                                       |  |  |
|             |                                      | Reporte |               | Pabellón: Polideportivo Municipal Árbitros: * Leyton * Valente * Hoyo |  |  |
| 1 - 2       |                                      |         |               |                                                                       |  |  |
|             |                                      |         |               |                                                                       |  |  |

| 29 de abril | El Nacional MH                        | 77–72   | Argentino (J) | Monte Hermoso                                                              |  |  |
|             | Parciales: 26-16, 10-19, 18-19, 23-18 |         |               |                                                                            |  |  |
|             |                                       | Reporte |               | Pabellón: Polideportivo Municipal Árbitros: * Piedrabuena * Zalazar * Gabe |  |  |
| 2 -2        |                                       |         |               |                                                                            |  |  |
|             |                                       |         |               |                                                                            |  |  |

| 2 de mayo | Argentino (J)                         | 81–77   | El Nacional MH | Buenos Aires                                                                              |  |  |
|           | Parciales: 21-21, 21-16, 13-24, 26-16 |         |                |                                                                                           |  |  |
|           |                                       | Reporte |                | Pabellón: Estadio Obras Sanitarias - Pepsi Music Árbitros: * Zanabone * Dinamarca * Ponzo |  |  |
| 3 - 2     |                                       |         |                |                                                                                           |  |  |
|           |                                       |         |                |                                                                                           |  |  |

San Martín (Corrientes) - Ciudad de Bragado
| 23 de abril | San Martín (C)                        | 79–85   | Ciudad de Bragado | Corrientes                                                     |  |  |
|             | Parciales: 11-19, 22-21, 20-19, 26-26 |         |                   |                                                                |  |  |
|             |                                       | Reporte |                   | Pabellón: El Fortín Rojinegro Árbitros: * Leyton * Piedrabuena |  |  |
| 0 - 1       |                                       |         |                   |                                                                |  |  |
|             |                                       |         |                   |                                                                |  |  |

| 25 de abril | San Martín (C)                        | 87–77   | Ciudad de Bragado | Corrientes                                                           |  |  |
|             | Parciales: 24-22, 24-21, 17-18, 22-16 |         |                   |                                                                      |  |  |
|             |                                       | Reporte |                   | Pabellón: El Fortín Rojinegro Árbitros: * Zanabone * Trías * Sánchez |  |  |
| 1 - 1       |                                       |         |                   |                                                                      |  |  |
|             |                                       |         |                   |                                                                      |  |  |

| 27 de abril | Ciudad de Bragado                                   | 77–84   | San Martín (C) | Bragado                                                                   |  |  |
|             | Parciales: 21-11, 11-15, 21-20, 13-20 (T.E.: 11-18) |         |                |                                                                           |  |  |
|             |                                                     | Reporte |                | Pabellón: Estadio del Bragado Club Árbitros: * Rosas * Aguilar * Salguero |  |  |
| 1 - 2       |                                                     |         |                |                                                                           |  |  |
|             |                                                     |         |                |                                                                           |  |  |

| 29 de abril | Ciudad de Bragado                     | 81–87   | San Martín (C) | Bragado                                                                   |  |  |
|             | Parciales: 19-24, 23-26, 17-21, 22-16 |         |                |                                                                           |  |  |
|             |                                       | Reporte |                | Pabellón: Estadio del Bragado Club Árbitros: * Lorenzo * Wasinger * Moral |  |  |
| 1 - 3       |                                       |         |                |                                                                           |  |  |
|             |                                       |         |                |                                                                           |  |  |

### Final
Argentino (Junín) - San Martín (Corrientes)
| 5 de mayo   | Argentino (J)                         | 74–69   | San Martín (C) | Junín                                                                     |  |  |
|             | Parciales: 13-19, 26-18, 17-14, 18-18 |         |                |                                                                           |  |  |
|             |                                       | Reporte |                | Pabellón: El Fortín de las Morochas Árbitros: * Tosello * Aguilar * Trías |  |  |
| serie 1 - 0 |                                       |         |                |                                                                           |  |  |
|             |                                       |         |                |                                                                           |  |  |

| 7 de mayo   | Argentino (J)                         | 78–77   | San Martín (C) | Junín                                                                     |  |  |
|             | Parciales: 26-14, 21-26, 17-24, 14-13 |         |                |                                                                           |  |  |
|             |                                       | Reporte |                | Pabellón: El Fortín de las Morochas Árbitros: * Leyton * Alfaro * Sánchez |  |  |
| serie 2 - 0 |                                       |         |                |                                                                           |  |  |
|             |                                       |         |                |                                                                           |  |  |

| 11 de mayo  | San Martín (C)                        | 84–73   | Argentino (J) | Corrientes                                                           |  |  |
|             | Parciales: 23-20, 24-19, 17-23, 20-11 |         |               |                                                                      |  |  |
|             |                                       | Reporte |               | Pabellón: El Fortín Rojinegro Árbitros: * Lorenzo * Wasinger * Moral |  |  |
| serie 1 - 2 |                                       |         |               |                                                                      |  |  |
|             |                                       |         |               |                                                                      |  |  |

| 13 de mayo  | San Martín (C)                        | 79–73   | Argentino (J) | Corrientes                                                         |  |  |
|             | Parciales: 20-11, 17-30, 13-16, 29-16 |         |               |                                                                    |  |  |
|             |                                       | Reporte |               | Pabellón: El Fortín Rojinegro Árbitros: * Alaniz * Hoyo * Salguero |  |  |
| serie 2 - 2 |                                       |         |               |                                                                    |  |  |
|             |                                       |         |               |                                                                    |  |  |

| 16 de mayo  | Argentino (J)                         | 65–59   | San Martín (C) | Junín                                                                          |  |  |
|             | Parciales: 18-20, 17-17, 11-12, 19-10 |         |                |                                                                                |  |  |
|             |                                       | Reporte |                | Pabellón: El Fortín de las Morochas Árbitros: * Zanabone * Dinamarca * Zalazar |  |  |
| serie 3 - 2 |                                       |         |                |                                                                                |  |  |
|             |                                       |         |                |                                                                                |  |  |

Argentino de Junín

Campeón

Primer título

Segundo ascenso incluyendo el TNA 2002-03

## Repechaje
|  | Semifinal | Semifinal                 | Semifinal               |                           |   | Final | Final | Final |  |
|  |           |                           |                         |                           |   |       |       |       |  |
|  |           |                           |                         |                           |   |       |       |       |  |
|  |           |                           |                         |                           |   |       |       |       |  |
|  |           |                           |                         |                           |   |       |       |       |  |
|  |           |                           |                         |                           |   |       |       |       |  |
|  |           | 3.°                       | San Martín (Corrientes) | 1                         |   |       |       |       |  |
|  |           |                           |                         | 1                         |   |       |       |       |  |
|  |           |                           | 4.°                     | El Nacional Monte Hermoso | 3 |       |       |       |  |
|  | 4.°       | El Nacional Monte Hermoso | 4.°                     | El Nacional Monte Hermoso | 3 | 3     |       |       |  |
|  | 4.°       | El Nacional Monte Hermoso |                         |                           |   | 3     |       |       |  |
|  | 6.°       | Ciudad de Bragado         | 1                       |                           |   |       |       |       |  |
|  | 6.°       | Ciudad de Bragado         | 1                       |                           |   |       |       |       |  |
|  |           |                           |                         |                           |   |       |       |       |  |

Nota: el equipo ubicado en la primera línea tuvo ventaja de localía.

### Semifinal
El Nacional Monte Hermoso - Ciudad de Bragado
| 6 de mayo | El Nacional MH                       | 78–68   | Ciudad de Bragado | Monte Hermoso                                                           |  |  |
|           | Parciales: 18-23, 22-12, 9-19, 29-14 |         |                   |                                                                         |  |  |
|           |                                      | Reporte |                   | Pabellón: Polideportivo Municipal Árbitros: * Alaníz * Hoyos * Salguero |  |  |
| 1 - 0     |                                      |         |                   |                                                                         |  |  |
|           |                                      |         |                   |                                                                         |  |  |

| 8 de mayo | El Nacional MH                        | 81–73   | Ciudad de Bragado | Monte Hermoso                                                        |  |  |
|           | Parciales: 24-25, 21-14, 18-23, 18-11 |         |                   |                                                                      |  |  |
|           |                                       | Reporte |                   | Pabellón: Polideportivo Municipal Árbitros: * Rosas * Valente * Gabe |  |  |
| 2 - 0     |                                       |         |                   |                                                                      |  |  |
|           |                                       |         |                   |                                                                      |  |  |

| 11 de mayo | Ciudad de Bragado                    | 79–70   | El Nacional MH | Bragado                                                              |  |  |
|            | Parciales: 21-18, 20-21, 20-6, 18-25 |         |                |                                                                      |  |  |
|            |                                      | Reporte |                | Pabellón: Bragado Club Árbitros: * Dinamarca * Piedrabuena * Zalazar |  |  |
| 1 - 2      |                                      |         |                |                                                                      |  |  |
|            |                                      |         |                |                                                                      |  |  |

| 13 de mayo | Ciudad de Bragado                    | 54–72   | El Nacional MH | Bragado                                                                  |  |  |
|            | Parciales: 18-15, 9-13, 14-25, 13-20 |         |                |                                                                          |  |  |
|            |                                      | Reporte |                | Pabellón: Estadio del Bragado Club Árbitros: * Zanabone * Leyton * Ponzo |  |  |
| 1 - 3      |                                      |         |                |                                                                          |  |  |
|            |                                      |         |                |                                                                          |  |  |

### Final
San Martín (C) - El Nacional Monte Hermoso
| 19 de mayo | San Martín (C)                        | 70–81   | El Nacional MH | Corrientes                                                          |  |  |
|            | Parciales: 20-20, 18-26, 25-13, 17-22 |         |                |                                                                     |  |  |
|            |                                       | Reporte |                | Pabellón: El Fortín Rojinegro Árbitros: * Tosello * Trías * Valente |  |  |
| 0 - 1      |                                       |         |                |                                                                     |  |  |
|            |                                       |         |                |                                                                     |  |  |

| 21 de mayo | San Martín (C)                        | 89–76   | El Nacional MH | Corrientes                                                               |  |  |
|            | Parciales: 12-23, 26-11, 24-20, 27-22 |         |                |                                                                          |  |  |
|            |                                       | Reporte |                | Pabellón: El Fortín Rojinegro Árbitros: * Lorenzo * Piedrabuena * Alfaro |  |  |
| 1 - 1      |                                       |         |                |                                                                          |  |  |
|            |                                       |         |                |                                                                          |  |  |

| 24 de mayo | El Nacional MH                       | 78–73   | San Martín (C) | Monte Hermoso                                                         |  |  |
|            | Parciales: 28-25, 16-23, 22-8, 12-17 |         |                |                                                                       |  |  |
|            |                                      | Reporte |                | Pabellón: Polideportivo Municipal Árbitros: * Leyton * Aguilar * Gabe |  |  |
| 2 - 1      |                                      |         |                |                                                                       |  |  |
|            |                                      |         |                |                                                                       |  |  |

| 26 de mayo | El Nacional MH                        | 90–72   | San Martín (C) | Monte Hermoso                                                           |  |  |
|            | Parciales: 21-17, 27-16, 16-13, 26-26 |         |                |                                                                         |  |  |
|            |                                       | Reporte |                | Pabellón: Polideportivo Municipal Árbitros: * Alaniz * Wasinger * Moral |  |  |
| 3 - 1      |                                       |         |                |                                                                         |  |  |
|            |                                       |         |                |                                                                         |  |  |

## Posiciones finales
| Equipo | Equipo                     |
| ------ | -------------------------- |
| 1.°    | Argentino (Junín)          |
| 2.°    | El Nacional Monte Hermoso  |
| 3.°    | San Martín (Corrientes)    |
| 4.°    | Ciudad de Bragado          |
| 5.°    | 9 de Julio (Río Tercero)   |
| 6.°    | San Martín (Marcos Juárez) |
| 7.°    | Ciclista Juninense         |
| 8.°    | Belgrano (San Nicolás)     |
| 9.°    | Oberá TC                   |
| 10.°   | Alma Juniors               |
| 11.°   | Firmat FBC                 |
| 12.°   | Asociación Italiana        |
| 13.°   | Independiente (Tandil)     |
| 14.°   | Independiente (Neuquén)    |

|  | Ascenso a la Liga Nacional. |
|  | Descenso a la Liga "B".     |